# Martin Thein
Martin Thein (* 1966 in Bamberg) ist ein deutscher Politikwissenschaftler, Sachbuchautor und Nachrichtendienst-Mitarbeiter.

## Leben
In den 1990er Jahren arbeitete er bereits für das Bundesamt für Verfassungsschutz (BfV) im Bereich Beschaffung als Agentenführer.
Thein studierte dann Politikwissenschaft und Psychologie. 2008 promovierte er an der Technischen Universität Dresden bei Werner J. Patzelt mit einer Arbeit unter dem Titel „Wettlauf mit dem Zeitgeist – der Neonazismus im Wandel“. Er lehrte am Institut für Sportwissenschaft der Universität Würzburg. Seine Schwerpunkte waren Fankultur und Neonazismus. Im Jahr 2012 war er als Mitbegründer des Instituts für Fankultur in Würzburg, der in Hannover ansässigen Kompetenzgruppe "Fankultur und Sport bezogene Soziale Arbeit" und dem Online-Blog Fankultur.com aktiv.
Inzwischen arbeitet er an der Hochschule des Bundes für öffentliche Verwaltung in Brühl.
Er ist Anhänger des 1. FC Nürnberg und war Mitglied der Deutschen Akademie für Fußball-Kultur.

## BfV-Kontroverse
Im Sommer 2014 wurde seine Tätigkeit als hauptamtlicher Mitarbeiter des Bundesamtes für Verfassungsschutz bekannt. Katharina König-Preuss, die als Mitglied des Landtages von Thüringen im Untersuchungsausschuss zur terroristischen Vereinigung Nationalsozialistischer Untergrund (NSU) engagiert war, publizierte auf Twitter, dass Martin Thein laut dem Buch Heimatschutz – Der Staat und die Mordserie des NSU als V-Mann-Führer aktiv war. Darauf reagierten zunächst einige Blogger und Journalisten, die mit Martin Thein in Kontakt gestanden hatten, ehe auch etablierte Medien, wie 3sat, der WDR, der Tagesspiegel und der Spiegel den Fall aufgriffen. Für Medienvertreter war Thein infolge dessen nicht mehr erreichbar.
Es wurde diskutiert, ob sein Engagement im Bereich der Fankultur im Kontext gesteigerten Interesses von Strafermittlungsbehörden gestanden und er sich aus beruflichen Gründen für das BfV im Feld bewegt habe. Der damalige Fanforscher Gerd Dembowski beschrieb sein Verhalten als „sehr umtriebig“. Der Politologe Hajo Funke warf ihm „Missbrauch der Wissenschaft“ vor. Der Geheimdienstexperte Dirk Laabs hielt es wegen des Aufwands für unglaubwürdig, dass Martin Thein sich allein aus persönlichem Interesse mit der Fanszene befasst hat. In Fanszenen, in denen Thein forschend unterwegs war, sollen Ultras vom Verfassungsschutz angesprochen worden sein.

## Publikationen
- Wettlauf mit dem Zeitgeist – der Neonazismus im Wandel. Eine Feldstudie. Cuvillier, Göttingen 2009, ISBN 978-3-86727-686-3
- „Alles für den Club!“ Eine Feldstudie zu den „Ultras Nürnberg 1994“.  Mit Jannis Linkelmann. Cuvillier, Göttingen 2011, ISBN 978-3-86955-857-8
- „Lebbe geht weider“. Das Leben des Dragoslav Stepanović. Mit Peter C. Moschinski. Verlag Die Werkstatt, Göttingen 2013, ISBN 978-3-7307-0016-7

Herausgeberschaften
- Ultras im Abseits? Porträt einer verwegenen Fankultur. Mit Jannis Linkelmann. Verlag Die Werkstatt, Göttingen 2012, ISBN 978-3-89533-847-2
- Mein erster Stadionbesuch. Mit Jannis Linkelmann und Heidi Marinowa. Verlag Die Werkstatt, Göttingen 2012, ISBN 978-3-89533-895-3
- Fußball, deine Fans. Ein Jahrhundert deutsche Fankultur. Verlag Die Werkstatt, Göttingen 2013, ISBN 978-3-7307-0012-9